# Fenna Kalma
Fenna Kalma (21 novembre 1999) è una calciatrice olandese, attaccante del PSV.

## Carriera

### Club
Dopo aver iniziato a giocare nell'Oudehaske, nel 2011 Kalma si trasferisce all'Heerenveen giocando nelle sue formazioni giovanili fino al 2014, società dove torna, dopo il periodo passato presso il CTO Amsterdam, dalla stagione 2016-2017 inserita nella squadra titolare. Fa il suo debutto in Eredivisie, il massimo livello del campionato olandese femminile di calcio, il 22 aprile 2017, nell'incontro perso in trasferta 4-3 con le avversarie del VV Alkmaar, dove all'88' sigla anche la sua prima rete. Rimane legata alla società dell'omonimo centro abitato della provincia della Frisia per altre due stagioni, risultando in entrambe la migliore marcatrice della squadra e nel campionato 2017-2018 laureandosi vicecapocannoniere dell'Eredivisie dietro Katja Snoeijs.
Nell'estate 2019 si trasferisce alle campionesse in carica del Twente facendo il suo esordio in UEFA Women's Champions League nella prima fase di qualificazione della stagione 2019-2020 realizzando 5 delle 12 reti siglate dalla sua squadra nel gruppo 9. Nella stagione 2021-22, vinta per il secondo anno di fila dal Twente, è stata eletta migliore giocatrice dell'Eredivisie e ha vinto la classifica delle migliori marcatrici con 33 reti realizzate.. Si conferma miglior marcatrice del campionato anche l'anno successivo, siglando 30 reti in 20 partite nell'Eredivisie.
Il 25 maggio 2023 il Wolfsburg ha annunciato l'acquisto della calciatrice olandese, che ha firmato un contratto fino al giugno 2026. A gennaio 2025 ha rescisso il contratto col club tedesco ed è tornata nei Paesi Bassi per giocare al PSV, militante in Eredivisie.

### Nazionale
Kalma inizia a essere convocata dalla Federcalcio olandese (KNVB) nel 2014, inizialmente per vestire la maglia della formazione Under-17, inserita dal tecnico Maria van Kortenhof nella rosa delle giocatrici impegnate nella qualificazione alla fase finale dell'Europeo di Islanda 2015. van Kortenhof la impiega in tutti i sei incontri disputati dai Paesi Bassi nelle due fasi di qualificazione, con Kalma che sigla la doppietta con cui supera per 2-1 le pari età della Slovacchia nella prima ripetendosi nella fase élite nel 5-1 sull'Ungheria, non riuscendo tuttavia ad accedere alla fase finale.
Del 2015 è la sua convocazione nella formazione Under-16, mentre deve attendere il 2017 per essere chiamata in Under-19 del tecnico Jessica Torny per la fase finale dell'Europeo di Irlanda del Nord 2017. Con i Paesi Bassi inseriti nel gruppo B, Kalma gioca due dei tre incontri della fase a gironi, siglando la rete che apre le marcature con l'Italia, incontro terminato 3-3, e la semifinale persa 3-2 con la Spagna, risultato che comunque garantisce l'accesso al Mondiale di Francia 2018 riservato alle formazioni Under-20. Rimasta in rosa anche per le qualificazioni all'Europeo di Svizzera 2018, disputa cinque dei sei incontri giocati dai Paesi Bassi siglando complessivamente 13 reti, le 6 segnate nel 12-1 all'Estonia, due triplette, a Irlanda (8-1) e Ungheria (6-0), e la rete che all'88' porta sull'1-1 quella con la Svezia. Pur festeggiando con le compagne l'accesso alla fase finale, Kalma non viene inserita da Torny nella lista delle calciatrici in partenza per la Svizzera.
Le Oranje Under-20, per la prima volta al Mondiale di categoria, raggiungono i quarti di finale, eliminate dall'Inghilterra vincente per 2-1; anche in quest'occasione Kalma riesce a mettersi in luce, siglando 3 delle 7 reti complessivamente segnate dai Paesi Bassi, quella che al 28' apre le marcature sulla vittoria per 2-1 sulla Nuova Zelanda e la doppietta al Ghana, risultando la marcatrice più prolifica della sua nazionale.
Entrata nel giro della nazionale maggiore dal 2020, Kalma viene convocata dalla ct Sarina Wiegman in occasione dell'edizione inaugurale del Tournoi de France senza venire tuttavia mai impiegata. In seguito sia Wiegman che Mark Parsons, che la sostituisce sulla panchina delle Oranje dal 2021, continuano a convocarla, seppur saltuariamente, senza però farla scendere in campo.
Nell'estate 2022 è il nuovo selezionatore delle Oranje Andries Jonker che decide di darle fiducia facendola debuttare in un incontro della nazionale maggiore, impiegandola al posto di Vivianne Miedema nei minuti finali dell'amichevole del 2 settembre vinta 2-1 sulla Scozia grazie al suo gol segnato all'89'. Da allora ha accumulato alcune presenze in amichevole, durante le qualificazioni al Mondiale di Australia e Nuova Zelanda 2023 e durante la prima edizione della UEFA Women's Nations League.

## Palmarès

### Club
- Campionato olandese: 2

Twente: 2020-2021, 2021-2022
- Eredivisie Cup femminile: 1

Twente: 2021-2022
- Coppa dei Paesi Bassi: 1

Twente: 2022-2023
- Coppa di Germania: 1

Wolfsburg: 2023-2024,

### Individuale
- Capocannoniere dell'Eredivisie: 2

2021-2022 (32 reti), 2022-2023 (30 reti)
- Migliore giocatrice dell'Eredivisie: 1

2021-2022